# (35657) 1998 QE5
1998 QE5 (asteroide 35657) é um asteroide da cintura principal. Possui uma excentricidade de 0.22875370 e uma inclinação de 10.50121º.
Este asteroide foi descoberto no dia 22 de agosto de 1998 por Beijing Schmidt CCD Asteroid Program em Xinglong.